# يانغي كوتش
يانغي كوتش هي بلدة في مقاطعة أوزون في ولاية صرخنداريا في أوزبكستان.